# Des Knaben Wunderhorn (Mahler)

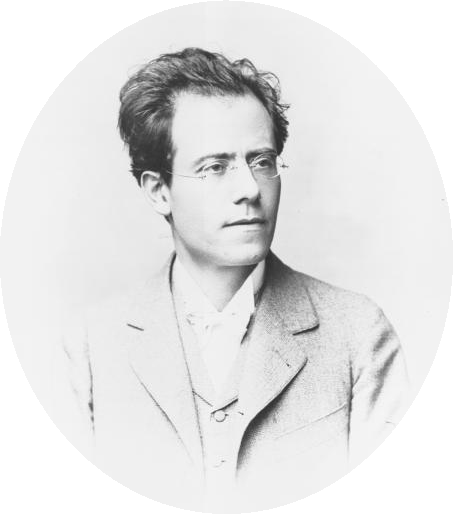

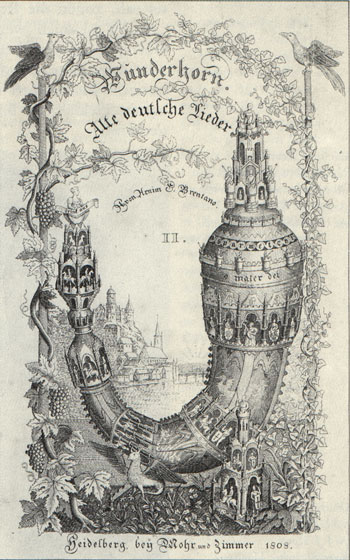

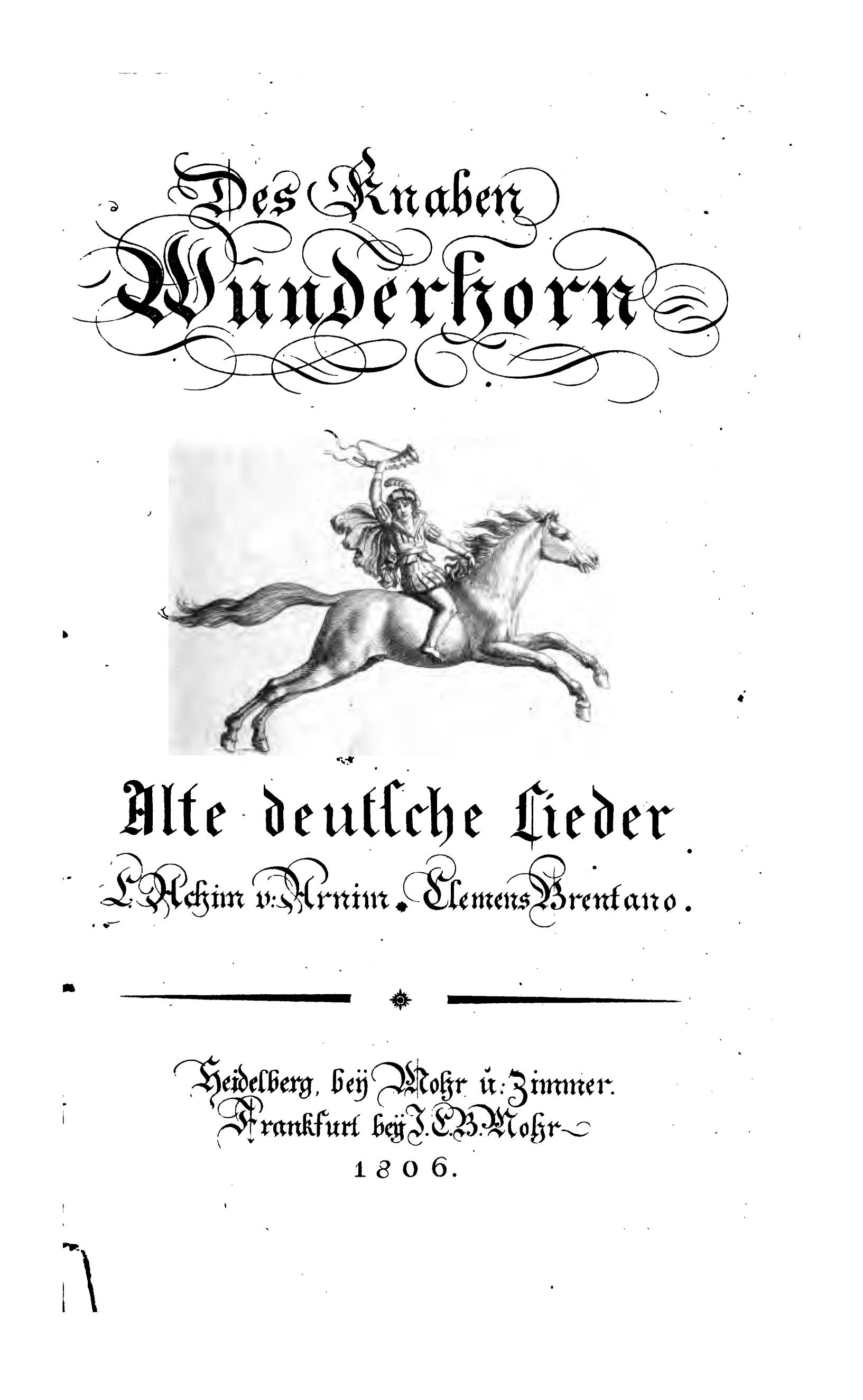

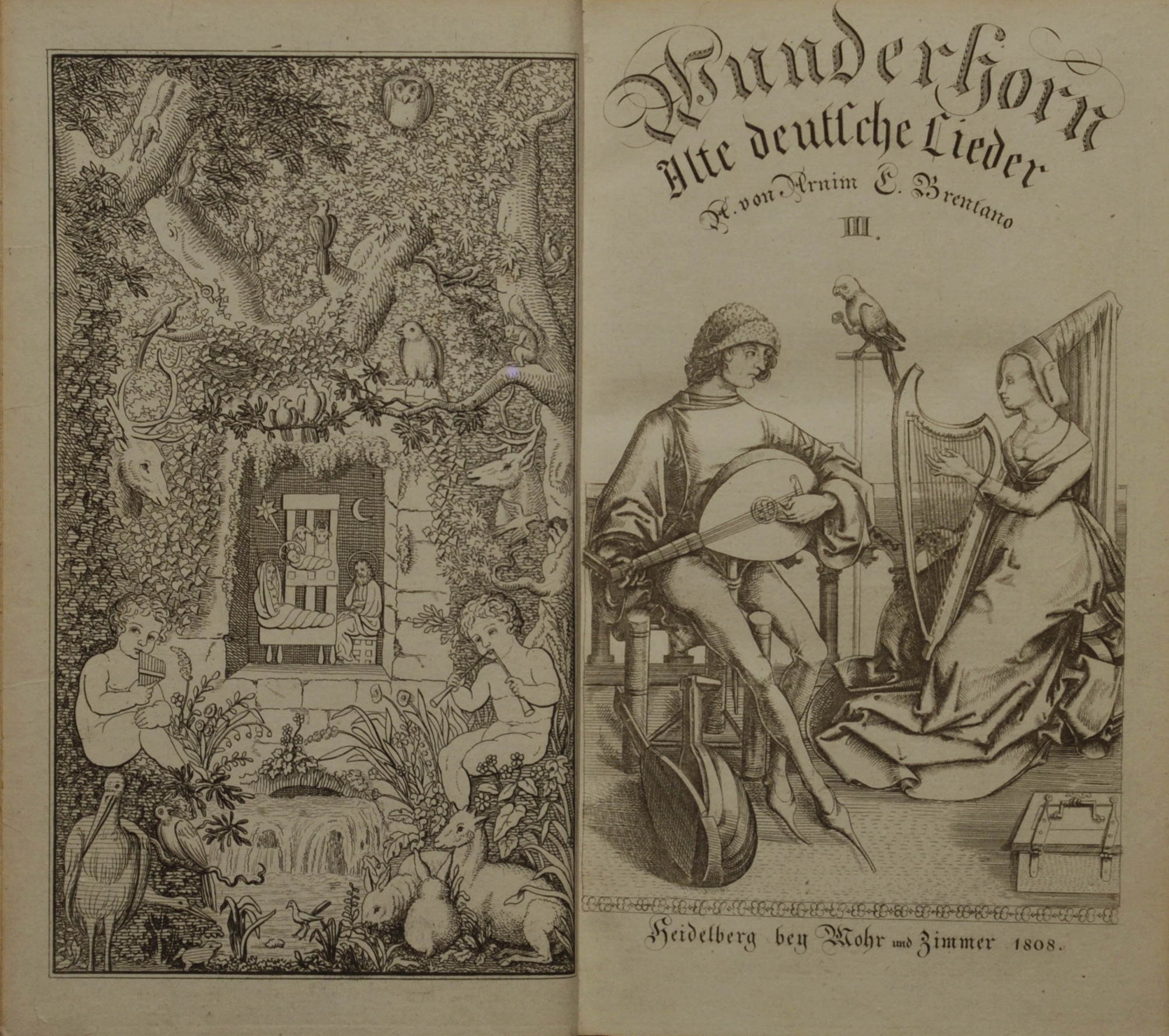

Des Knaben wunderhorn ("el corn de l'abundància" o "el corn màgic de la joventut") és un cicle de lieder del compositor Gustav Mahler. Mahler va posar música a 12 poemes de la col·lecció recopilatòria de cançons populars que amb el mateix títol de Des Knaben Wunderhorn va ser feta entre 1805 i 1808 per Clemens Brentano i Achim von Arnim.
Els intèrprets més importants que han cantat aquesta col·lecció han sigut Dietrich Fischer-Dieskau, Hermann Prey, Elisabeth Schwarzkopf, Janet Baker, Christa Ludwig, Walter Berry, Lucia Popp, Jessye Norman, Thomas Allen, Christian Gerhaher, Sarah Connolly, Dietrich Henschel, Thomas Quasthoff i Thomas Hampson, qui va fer el 2010 una nova versió acompanyat per un conjunt de cambra.

## Cançons amb acompanyament de piano
Abans de l'aparició de les dotze cançons, que avui en dia es coneixen com a "Wunderhorn-Lieder", Mahler havia escrit entre 1887 i 1891 nou lieder amb acompanyament de piano, amb texts dels Des Knaben wunderhorn. Aquesta col·lecció va aparèixer en 1892 com a números 2 i 3 de la col·lecció dels "Lieder und Gesänge" de Gustav Mahler (col·lecció que de vegades s'identifica incorrectament com a "Lieder und Gesänge aus der Jugendzeit").
1. Um schlimme Kinder artig zu machen
2. Ich ging mit Lust durch einen grünen Wald
3. Aus! Aus!
4. Starke Einbildungskraft
5. Zu Strassburg auf der Schantz
6. Ablösung im Sommer
7. Scheiden und Meiden
8. Nicht wiedersehen!
9. Selbstgefühl

## Lieder amb orquestra
Entre 1892 i 1898 Mahler va afegir 12 balades i cançons a la col·lecció de lieder per a veu i orquestra.
1. Der Schildwache Nachtlied
2. Verlorne Müh’
3. Trost im Unglück
4. Wer hat das Liedlein erdacht?
5. Das irdische Leben
6. Revelge
7. Des Antonius von Padua Fischpredigt
8. Rheinlegendchen
9. Lied des Verfolgten im Turm
10. Wo die schönen Trompeten blasen
11. Lob des hohen Verstandes
12. Der Tamboursg'sell

## Discografia de referència
- Mahler: Des Knaben Wunderhorn / Felix Prohaska, Maureen Forrester, Heinz Rehfuss.
- Mahler: Des Knaben Wunderhorn / Evelyn Lear, Thomas Stewart, 1965-70.
- Mahler: Des Knaben Wunderhorn / Wyn Morris, Janet Baker, Geraint Evans.
- Mahler: Des Knaben Wunderhorn / George Szell, Elisabeth Schwarzkopf, Dietrich Fischer Dieskau, 1967.
- Mahler: Des Knaben Wunderhorn / Leonard Bernstein, Christa Ludwig, Walter Berry.
- Mahler: Des Knaben Wunderhorn / Bernard Haitink, Jessye Norman, John Shirley-Quirk.
- Mahler: Des Knaben Wunderhorn / Leonard Bernstein, Lucia Popp, Andreas Schmidt, 1987.
- Mahler: Des Knaben Wunderhorn / Riccardo Chailly, Matthias Goerne, Barbara Bonney, Et Al.
- Mahler: Des Knaben Wunderhorn / Claudio Abbado, Anne Sofie von Otter, Thomas Quasthoff, 1998.
- Mahler: Des Knaben Wunderhorn / Philippe Herreweghe, Sarah Connolly, Dietrich Henschel, 2006-2011, Harmonia Mundi.
- Mahler: Des Knaben Wunderhorn /Pierre Boulez, Magdalena Kozena, Christian Gerhaher, 2009.
- Mahler: Des Knaben Wunderhorn / Thomas Hampson, Wiener Virtuosen.
- Mahler: Voices Of Our Time - Thomas Hampson (DVD).
- Mahler: Lieder / Fischer-Dieskau, Daniel Barenboim, piano.
- The Thomas Hampson Collection, Mahler Lieder, Volume 1- versió de Luciano Berio.